# Филиппины на зимних Олимпийских играх 1992
Филиппины принимали участие в Зимних Олимпийских играх 1992 года в Альбертвиле (Франция) в третий раз за свою историю, но не завоевали ни одной медали.